# Улица Антипина (Бирск)
Улица Антипина, улица Филиппа Антипина (баш. Антипин урамы, баш. Филипп Антипин урамы) — улица в городе Бирск, Республика Башкортостан, Россия. Код ОКАТО: 80415000000. Индекс: 452452. Координаты улицы: 55.431080, 55.539169.
На улице Антипина сорок один дом
Прежнее название — улица Северная. Переименовано решением администрации города Бирска № 6 — 110 от 25.04.1985 в честь Филиппа Лукьяновича Антипина (1900 — 26 марта 1944) — Героя Советского Союза (3.06.1944), участника Великой Отечественной войны, командира отделения 1-й роты 107-го сапёрного батальона 93-й стрелковой дивизии 57-й армии 3-го Украинского фронта.
Антипин родился в Бирском районе (Память: Списки погибших в ВОВ 1941—1945. Кн.7./Гл.ред. Аюпов М. А. — Уфа, 1995, С. 400).